# Leptopentacta imbricata
Leptopentacta imbricata is een zeekomkommer uit de familie Cucumariidae.
De wetenschappelijke naam van de soort werd in 1867 gepubliceerd door Karl Semper.

## Synoniemen
- Ocnus imbricatus Semper, 1867
- Ocnus javanicus Sluiter, 1880
- Ocnus typicus Théel, 1886